# Bedfordshire
Le Bedfordshire /ˈbed.fədʃə(ɹ)/, parfois abrégé Beds, est un comté d'Angleterre. Il doit son nom à sa capitale, la ville de Bedford. Il est situé dans le sud-est du pays et jouxte les comtés du Cambridgeshire, du Northamptonshire, du Buckinghamshire (avec la ville de Milton Keynes), et du Hertfordshire.

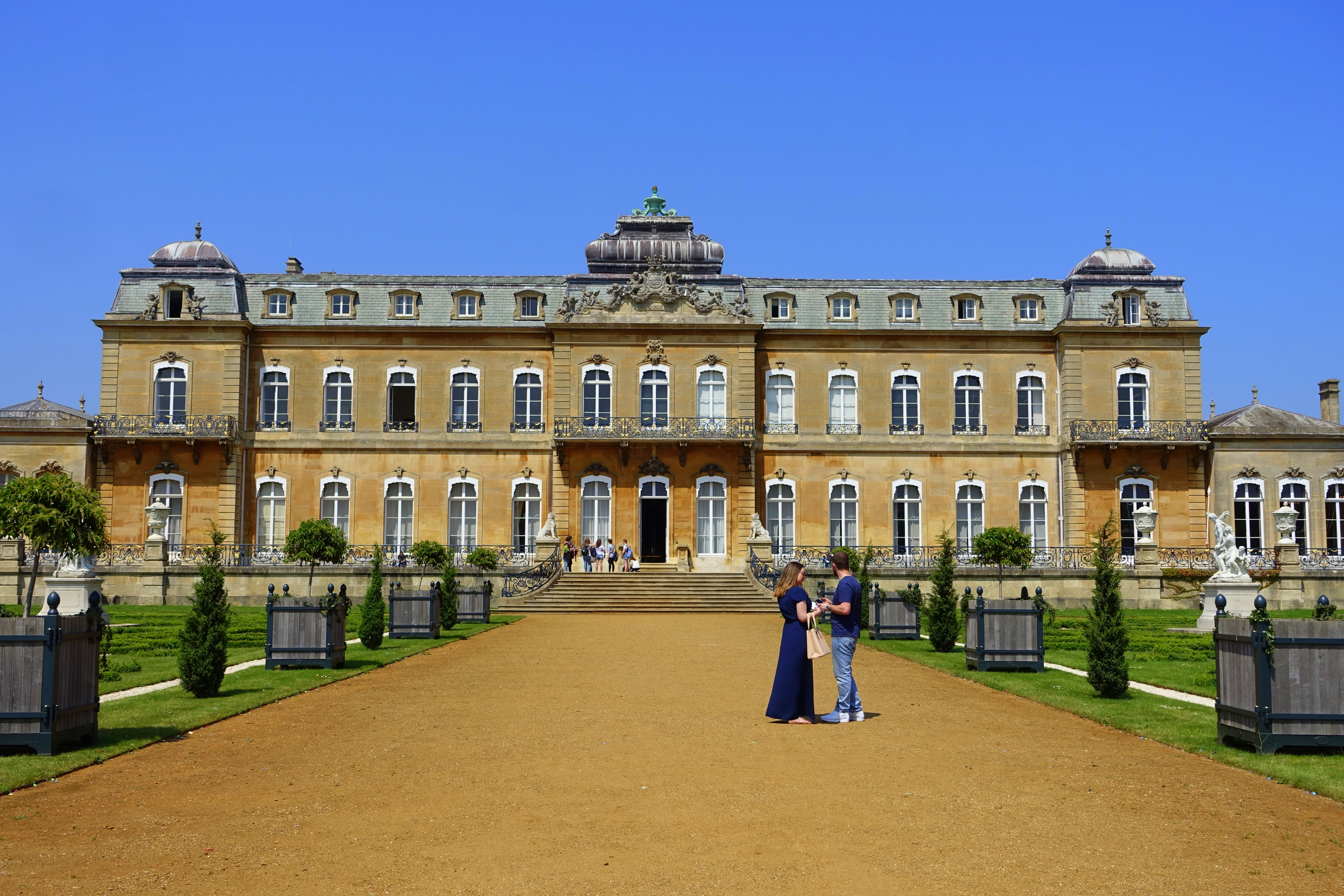
Wrest Park - Bedfordshire, Angleterre

La devise du comté est « Soit constant ».[réf. nécessaire]

## Géographie

### Géographie physique
La majeure partie du comté se situe dans le bassin versant du Great Ouse. La partie sud est dominée par l'escarpement crayeux des Chilterns, où se situe le point culminant du comté, dans les Dunstable Downs (243 m).

### Géographie humaine
Plus de la moitié des habitants du Bedfordshire vit dans les villes de Luton (236 000 hab.) et Bedford (102 000 hab.).

### Subdivisions

Carte des subdivisions du Bedfordshire.

Le Bedfordshire comprend trois autorités unitaires :
| No | Nom                  | Chef-lieu  | Superficie (km2) | Population (est. 2011) |
| -- | -------------------- | ---------- | ---------------- | ---------------------- |
| 1  | Bedford              | Bedford    | 476,4            | 157 800                |
| 2  | Central Bedfordshire | Chicksands | 715,7            | 255 600                |
| 3  | Luton                | Luton      | 43,4             | 203 600                |

## Histoire
La première mention du nom du comté date de 1011 en tant que Bedanfordscir. Ce nom signifie simplement « comté de Bedford », le nom de la ville de Bedford signifiant quant à lui « le gué de Beda ».
Historiquement, le Bedfordshire est divisé en neuf hundreds : Barford, Biggleswade (en), Clifton, Flitton, Manshead (en), Redbournestoke, Stodden, Willey (en), Wixamtree (en), plus la ville de Bedford.
La ville de Luton est devenue une autorité unitaire indépendante du Bedfordshire en 1997. Elle reste néanmoins partie du comté cérémoniel du Bedfordshire, avec un unique Lord Lieutenant. Depuis le 1er avril 2009, le Bedfordshire ne possède plus de conseil de comté et ses trois subdivisions constituent des autorités unitaires. Néanmoins, la plupart des services du comté continuent à être assurés de manière conjointe par le borough de Bedford et le district du Central Bedfordshire, comme s'ils constituaient encore une autorité commune.

## Économie
Le siège de l'entreprise Jordans est situé à Biggleswade dans le Bedfordshire.

## Politique
Le Bedfordshire comprend six circonscriptions électorales :
| Nom | Nom                     | Nombre d'électeurs (2010) | Député                              |
| --- | ----------------------- | ------------------------- | ----------------------------------- |
|     | Bedford                 | 68 867                    | Mohammad Yasin (Parti travailliste) |
|     | Luton North             | 66 807                    | Kelvin Hopkins (Parti travailliste) |
|     | Luton South             | 69 326                    | Gavin Shuker (Parti travailliste)   |
|     | Mid Bedfordshire        | 70 111                    | Nadine Dorries (Parti conservateur) |
|     | North East Bedfordshire | 68 900                    | Alistair Burt (Parti conservateur)  |
|     | South West Bedfordshire | 71 288                    | Andrew Selous (Parti conservateur)  |